# Sept-Îles
Sept-Îles (în traducere „Șapte Insule”) este un oraș cu 26.044 de locuitori (în 2007) în regiunea Côte-Nord situat la est în Provincia Québec, Canada.